# Boyer & Cie
Noé Boyer & Cie war ein französischer Automobilhersteller.

## Unternehmensgeschichte
Noé Boyer gründete 1898 das Unternehmen in Suresnes zur Produktion von Automobilen. Es bestand eine Verbindung zur Société Gladiator. Der Markenname lautete Boyer. Zeitweilig wurden auch Fahrzeuge unter dem Markennamen Phébus angeboten. 1905 kam es zu einer Zusammenarbeit mit Prunel. 1906 endete die Produktion.

## Fahrzeuge
Anfangs entstanden Dreiräder mit Einbaumotoren von Aster oder De Dion-Bouton. 1899 nahm ein Fahrzeug am Rennen von Paris nach Rambouillet teil. Wenig später folgten vierrädrige Voituretten mit Einzylinder- und Zweizylindermotoren von Aster, Buchet, De Dion-Bouton und Météore. 1902 erschienen verschiedene Vierzylindermodelle wie der 12 CV und der 24 CV, unter anderem in der Karosserieform Doppelphaeton. 1906 standen drei verschiedene Vierzylindermodelle sowie ein Sechszylindermodell zur Auswahl.